# 北海道道804号和訓辺上渚滑線
北海道道804号和訓辺上渚滑線（ほっかいどうどう804ごう わくんべかみしょこつせん）は、北海道紋別市和訓辺と上渚滑を結ぶ一般道道（北海道道）である。

## 概要

### 路線データ
- 起点：北海道紋別市上渚滑町和訓辺
- 終点：北海道紋別市上渚滑町7丁目（国道273号交点）
- 総延長：7.3km

## 歴史
- 1973年（昭和48年）3月31日 路線認定[1]。

## 路線状況
起点から5kmあまりの区間は冬季通行止めとなる。

### 道路施設
主な橋梁
- 記念橋（渚滑川）＝紋別市上渚滑町和訓辺 - 紋別市上渚滑町7丁目

## 地理

### 通過する自治体
- オホーツク総合振興局
  - 紋別市

### 交差する道路
紋別市
- 国道273号 - 上渚滑町7丁目（終点）